# Gastrophryne olivacea
Gastrophryne olivacea är en groddjursart som först beskrevs av Hallowell 1856.  Gastrophryne olivacea ingår i släktet Gastrophryne och familjen Microhylidae. IUCN kategoriserar arten globalt som livskraftig. Inga underarter finns listade i Catalogue of Life.